# Eremoleon genini
Eremoleon genini är en insektsart som först beskrevs av Luisa Eugenia Navas 1924.  Eremoleon genini ingår i släktet Eremoleon och familjen myrlejonsländor. Inga underarter finns listade i Catalogue of Life.